# Utva (patka)
Utva (morska utva; Tadorna tadorna) je rasprostranjena i česta patka iz roda Tadorna. Fosili iz Dorkova (u Bugarskoj) za koje se pretpostavlja da pripadaju vrsti Balcanas pliocaenica možda zapravo pripadaju ovoj ptici. Još vjerojatnije je da pripadaju nekoj izumrloj vrsti roda Tadorna jer potiču iz razdoblja ranog Pliocena. Srodna je zlatokrila utva (Tadorna ferruginea).

## Opis
Guski slična utva je upadljiva ptica sa svojim crvenim kljunom, bijelo-smeđim tijelom i tamnozelenim vratom i glavom. Spolovi slično izgledaju, ali ženka je bljeđa. Za sezone parenja mužjak na kljunu dobije crvenu kvrgu. Glasaju se gakanjem. 

## Rasprostranjenost i stanište
Ovo je ptica koja se razmnožava u umjerenoj Euroaziji. Većina populacije se seli u suptropska područja zimi, ali ova vrsta je velikim dijelom stanarica na zapadu Europe, osim selidbi na omiljena mjesta za mitarenje. 
Česta je na obalama Velike Britanije gdje nastanjuje slane močvare u ušća rijeka. 

## Ponašanje
Jata koja se mitare mogu biti vrlo velika (100 000 na Vadenskom moru). 
Ovu vrstu se uglavnom povezuje s jezerima i rijekama na otvorenom zemljištu. Razmnožavanju se u zečijim brlozima, rupama u drveću, stogovima sijena i na sličnim mjestima. Zimi je česta na ušćima rijeka. 
Mladunci, kada su ugroženi, zarone pod vodu da bi izbjegli grabežljivce, a odrasli će odletjeti od njih i odmamiti grabežljivca.
Ova ptica je jedna od vrsta na koje AEWA (Agreement on the Conservation of African-Eurasian Migratory Waterbirds) ima utjecaja.

## Drugi projekti
|  | Zajednički poslužitelj ima još gradiva o temi utva |
|  | Wikivrste imaju podatke o taksonu utvi             |